# HD 187085 b
إتش دي 187085 ب (بالإنجليزية: HD 187085 b)‏ هو كوكب خارج المجموعة الشمسية اكتشف عام 2006 بواسطة فريق يقوده جيفري مارسي. ويدور الكوكب حول نجمه في مدار شديد الانحراف.

## وصلات خارجية
- "Notes for planet HD 187085 b". The Extrasolar Planets Encyclopaedia. مؤرشف من الأصل في 2019-12-07.
- "HD 187085". Exoplanets. مؤرشف من الأصل في 2020-04-29.